# Ejecutores y ejecutados (Xavier Corberó)
Ejecutores y ejecutados es una escultura ubicada en la Rambla de Santa Cruz en Santa Cruz de Tenerife (Canarias, España).
Fue realizada en poliéster pintado y hormigón por el escultor catalán Xavier Corberó, en 1973, para la I Exposición Internacional de Escultura en la Calle celebrada en la ciudad ese año. Consta de seis módulos, cada uno de ellos compuestos por dos esferas del mismo tamaño y unidas entre ambas por una extensión común que forma un arco estrangulado en el centro.
La escultura se vio afectada por el paso de la tormenta tropical Delta en 2005 teniendo que ser retirada. Tras someter a un proceso de restauración a las diferentes piezas que la componen, la escultura volvió a ser ubicada en la Rambla de Santa Cruz pero a 30 metros de su ubicación original.

## Referencias

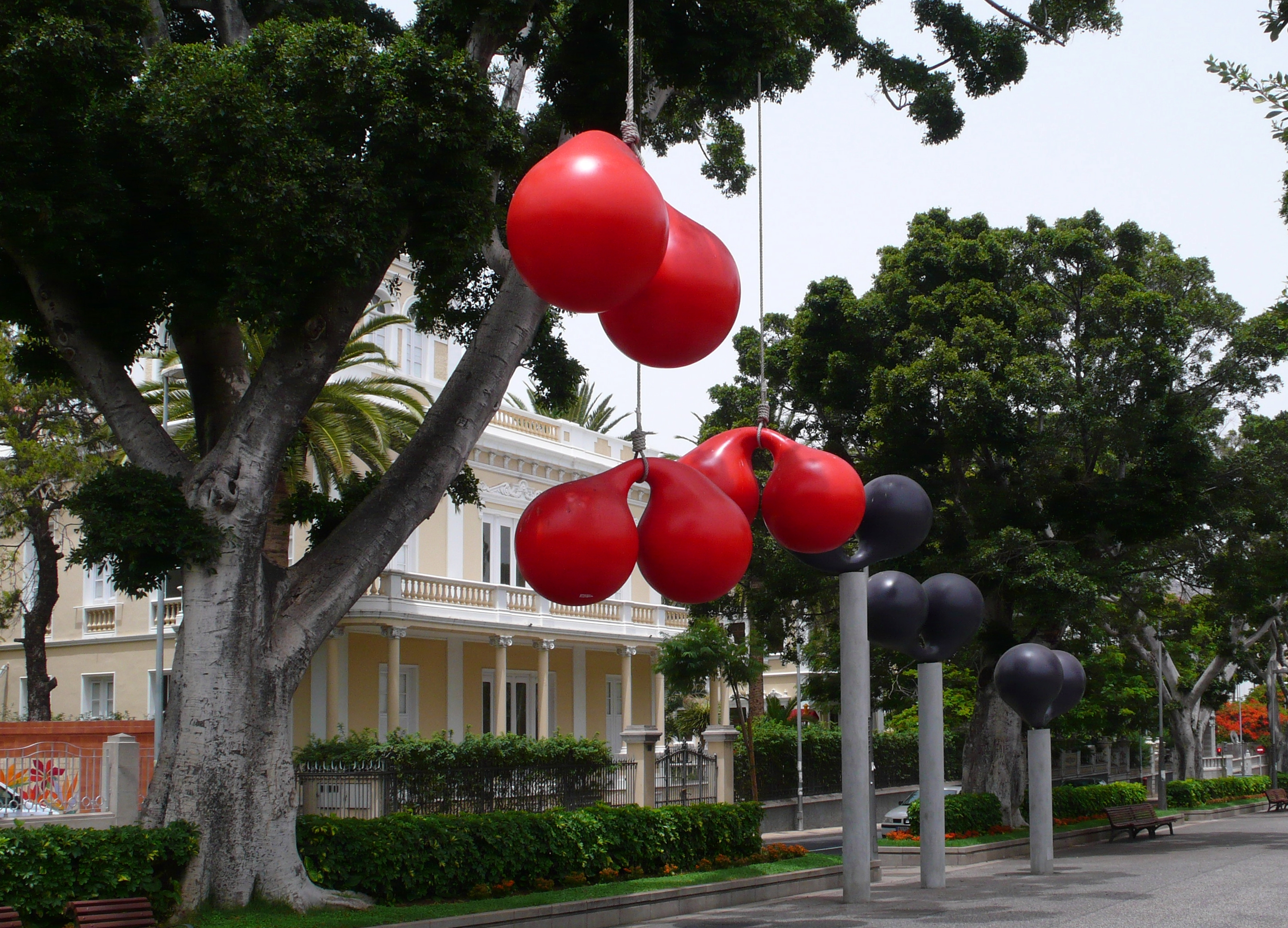
Ejecutores y ejecutados